# Варнке, Герберт
Герберт Варнке (нем. Herbert Warnke; 24 февраля 1902, Гамбург — 26 марта 1975 в Восточной Берлин) — немецкий профсоюзный, политический и государственный деятель, председатель Объединения свободных немецких профсоюзов (ОСНП, 1948—1954), член Политбюро ЦК СЕПГ.

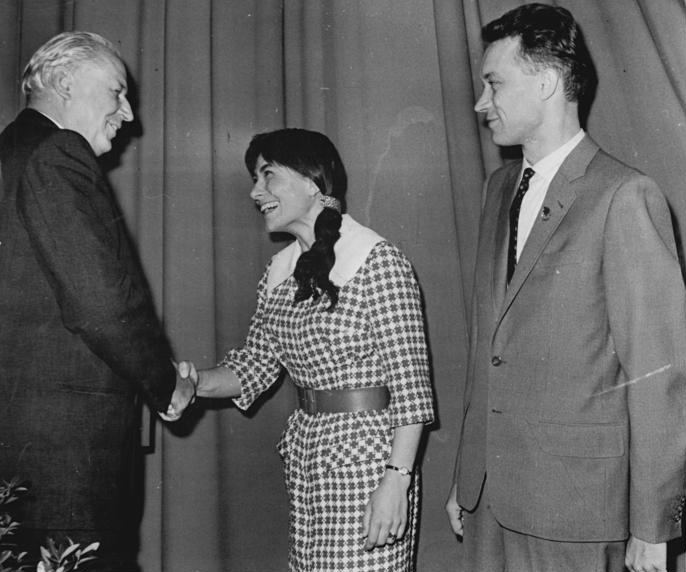
Герберт Варнке (слева) вручает литературную премию Объединения свободных немецких профсоюзов Бригите Райман и Зигфриду Пичману в 1961 году

Видный деятель коммунистического и рабочего движения Германии. Соратник Вильгельма Пика, Вальтера Ульбрихта, Эриха Хоннекера, коммунист, активный участник борьбы с фашизмом, послевоенного строительства первого на немецкой земле государства рабочих и крестьян, верный марксист-ленинец.
Герой Труда ГДР. Лауреат Международной Ленинской премии «За укрепление мира между народами» (1967).

## Биография
Рабочий-металлист. В 1923 году вступил в Коммунистическую партию Германии. В 1924—1928 был членом Федерации немецких металлистов. В конце 1920-х — 1930-х гг. работал в Гамбурге, был секретарём райкома революционного профсоюза в Бремене, в 1932—1933 — член рейхстага.
После установления в Германии фашистской диктатуры перешёл на нелегальное положение, продолжая активно участвовать в антифашистской борьбе. В 1936‒1945 — в эмиграции
В 1933—1935 возглавлял Красный интернационал профсоюзов в Саарбрюккене и Париже. С 1939 по 1943 гг., находясь за пределами нацистской Германии — в Швеции, был интернирован, сидел в тюрьме.
После разгрома фашизма вернулся в Германию и включился в активную политическую деятельность. В 1946 был избран председателем исполнительного комитета ОСНП района Мекленбург-Передняя Померания, в 1948 году стал первым председателем Объединения свободных немецких профсоюзов.
С 1946 года — член СЕПГ.
В 1948 году стал первым председателем центрального правления Объединения свободных немецких профсоюзов. С 1948 — член ЦК СЕПГ, с 1950 — член Секретариата (1953—1958), с 1953 — кандидат и с 1958 — член Политбюро ЦК СЕПГ.
В 1949, 1953 и 1969 избирался в Исполнительный комитет, был один из вице-президентов и членом Бюро Генерального совета Всемирной федерации профсоюзов.
С 1971 года — член Государственного совета ГДР.
Похоронен на мемориале социалистов на Центральном кладбище Фридрихсфельде в Берлине.

## Награды
- Герой Труда (ГДР)
- Орден «За заслуги перед Отечеством» (ГДР) I степени (1955)
- Орден Карла Маркса (1962)
- Почётная пряжка в золоте ордена «За заслуги перед Отечеством» (ГДР) (1967)
- Международная Ленинская премия «За укрепление мира между народами» (1967)
- Орден Ленина (23.02.1972)